# أوزفالدو رودريغيز (موسيقي)
أوزفالدو رودريغيز هو موسيقي كوبي، ولد في القرن العشرين.